# Danionella dracula
El Pez Drácula (nombre científico Danionella dracula) es una especie animal de la familia Cyprinidae, endémico de Birmania.

## Historia
El pez fue descubierto en 2007. El ejemplar, de aproximadamente 17 mm de largo, fue bautizado "Drácula" por los científicos del Museo de Historia Natural de Londres el 11 de marzo de 2009. El doctor Ralf Britz le puso ese nombre en honor al Conde Drácula.
Utilizando datos de ADN, los científicos ubicaron la especie en su árbol genealógico y creen que perdió sus dientes hace unos 50 millones de años.
El pez drácula alcanza la madurez sexual antes de desarrollar totalmente su cuerpo, los científicos creen que tienen más probabilidad de éxito en la reproducción.

## Alimentación
Se conoce que su familia animal se caracteriza por ser devoradora de crustáceos e insectos pequeños.